# Harrisville (Michigan)
Harrisville è un comune degli Stati Uniti d'America, situato nello Stato del Michigan, nella contea di Alcona, della quale è il capoluogo.